# V&A丹地
维多利亚和阿尔伯特博物馆丹地分館（英語：V&A Dundee，簡稱V&A丹地）是一個位於蘇格蘭邓迪的設計博物館，於2018年9月15日開幕。V&A丹地是蘇格蘭第一座設計博物館，第一座维多利亚和阿尔伯特博物馆倫敦以外分館，及第一座由隈研吾設計的英國博物館。

## 歷史

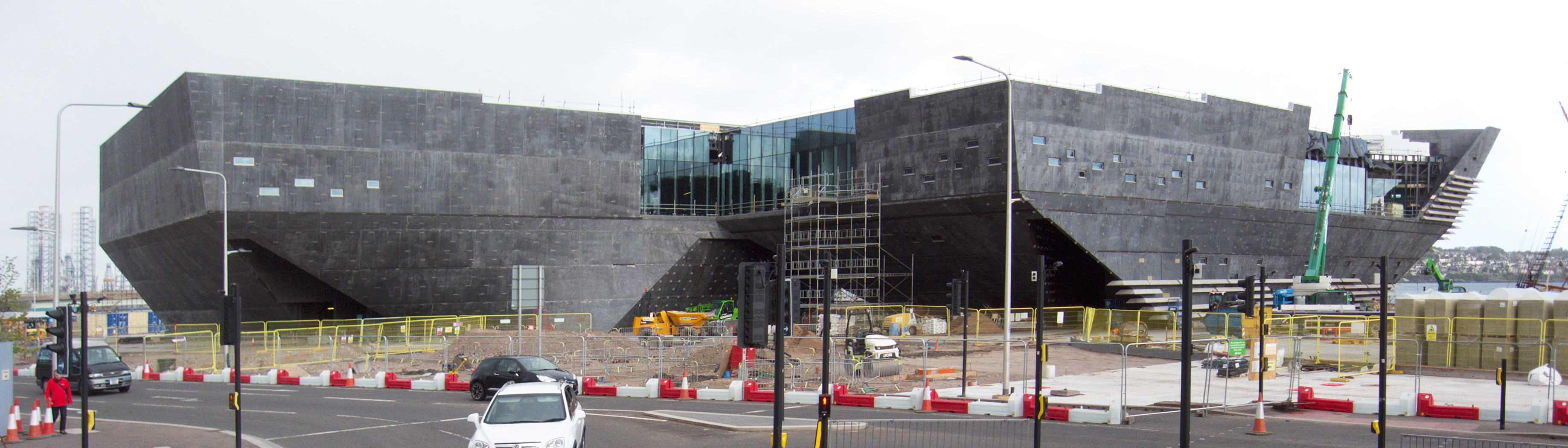
2017年4月興建中的V&A丹地

V&A丹地最初構想是2007年邓迪大学教授乔治娅·福利特（Georgina Follett）向校長艾伦·朗蘭茲（Alan Langlands）提出。隨後大學校外關係總監琼·康坎农（Joan Concannon）向當時維多利亞與艾伯特博物館館長马克·琼斯爵士做了20分鐘宣傳，來解釋V&A設立分館及選均丹地的原因。2010年舉辦了博物館造型設計比賽，由隈研吾贏得，他的設計靈感來自蘇格蘭東部峭壁。

### 建造
BAM建設在2014年4月開始建造工程，原本預計2017年完工，後來延遲至2018年。整項工程花費8,010萬英鎊。

### 開幕
V&A丹地於2018年9月15日開幕，國內外媒體已在9月13日和14日獲准提前參觀。開幕儀式包括3D藝術節，出席的表演者有原始吶喊和劉易斯·卡帕爾迪等，此外亦有燈光表演和煙花。開幕儀式精華片段亦在英國廣播公司第二台蘇格蘭頻道播出。開幕首星期已有27,201名入場人次，在三星期內達到超過10萬的參觀人次。
2019年1月28日，博物館私下舉辦由劍橋公爵威廉王子和劍橋公爵夫人凱薩琳主持的開幕儀式之後，正式宣告開幕。2019年3月30日，博物館累計入場人次達50萬人，比預定的快半年達成目標。

## 特色

### 不定期展覽
V&A丹地設有不定期展覽，但是需要購票才能參觀。

### 蘇格蘭設計畫廊
蘇格蘭設計畫廊擺放蘇格蘭各地的設計作品。

### 橡木室
查爾斯·雷尼·麥金托什橡木室原本受凱瑟琳·克蘭斯頓委託於1908年建成，位於格拉斯哥英格拉姆街（Ingram Street），為一座茶館。這個13.5米長、兩層高的茶館現為蘇格蘭設計畫廊一部分，把700多件存放在格拉斯哥市議會50多年的物品重置。重建橡木室共耗時16個月及花費130萬鎊。

## 參看
- 维多利亚和阿尔伯特博物馆

## 外部連結
- 官方网站